# D6021 (Dordogne)
De D6021 is een departementale weg in het Zuid-Franse departement Dordogne. De weg loopt van Trélissac via Périgueux naar de A89.

## Geschiedenis
Oorspronkelijk was de D6021 onderdeel van de N21. In 2006 werd de weg overgedragen aan het departement Dordogne, omdat de weg geen belang meer had voor het doorgaande verkeer vanwege de parallelle wegen A89 en N221. De weg is toen omgenummerd tot D6021.